# Gökçeada
Gökçeada là một huyện thuộc tỉnh Çanakkale, Thổ Nhĩ Kỳ. Huyện có diện tích 287 km² và dân số thời điểm năm 2019 là 9440 người, mật độ 33 người/km².